# JEdit
jEdit es un editor de texto libre, distribuido bajo los términos de la Licencia pública general de GNU. Está escrito en Java y se ejecuta en Windows, GNU/Linux, Mac OS X y otros sistemas operativos que dispongan de la máquina virtual Java.

## Características
JEdit dispone de docenas de plugins para diferentes áreas de aplicaciones. Soporta de forma nativa el resaltado de sintaxis coloreado de la sintaxis para más de 200 formatos de fichero. También se puede incluir nuevos formatos de forma manual utilizando ficheros XML. jEdit soporta UTF-8 y otros formatos de codificación del texto.
jEdit se puede personalizar y extender con macros escritas en BeanShell, Jython, JavaScript y otros lenguajes script.
Tiene amplio soporte de plegado de código y capacidades de plegado de texto, así como ajuste de texto con sangría. 
El autor principal de jEdit es Slava Pestov. El editor jEdit se ha estado implementando desde 1998.

### Plugins
Hay más de 150 plugins disponibles para muchas áreas de aplicación diferentes. 
Los plugins se utilizan para personalizar la aplicación para uso individual, pudiéndose así convertir en un editor avanzado de XML/HTML, o en un entorno de desarrollo integrado (IDE), con compilador, completado de código, ayuda contextual, y herramientas de depuración, diferenciación visual, y de un lenguaje (de programación) específico. 
Los plug-ins se descargan a través de un gestor integrado de plug-ins que los encuentra e instala a ellos y  a sus actualizaciones asociadas de forma automática. 

Algunos plug-ins disponibles incluyen: 
- Corrector ortográfico con Aspell
- Compleción automática de textos
- Plug-in para acentos que convierte las abreviaturas de caracteres para caracteres acentuados, a medida que se escriben.
- Plugin XML que se utiliza para la edición de XML, HTML, JavaScript y CSS archivos. En el caso de XML, el plug-in realiza validación. Para XML, HTML y CSS, usa ventanas emergentes de compleción automática de elementos, atributos y entidades[2]